# تاوتنهاین (تورینگن)
تاوتنهاین (به آلمانی: Tautenhain) یک شهر در آلمان است که در تورینگن واقع شده‌است. تاوتنهاین ۱٬۰۱۱ نفر جمعیت دارد.